# Campeonato Femenino Sub-17 de la Concacaf de 2012
El Campeonato Femenino Sub-17 de la Concacaf de 2012 fue la tercera edición oficial del torneo de fútbol en el cual participaron selecciones con jugadoras menores de 17 años donde la fase final incluyó equipos de Norteamérica (Estados Unidos, Canadá y México) así como dos de Centroamérica y 3 equipos del Caribe, se realizó en Guatemala; que sirvió como clasificatorio a tres equipos de la Concacaf, los cuales, asistirán a la Copa Mundial Femenina de Fútbol Sub-17 de 2012 que se disputó del 12 de septiembre hasta el 13 de octubre en Azerbaiyán.

## Eliminatorias

### Primera fase

#### Caribe
Los equipos ganadores de los cuatro grupos avanzarán a una segunda fase de grupos de los cuales tres se clasificaron para las finales de ocho equipos de Concacaf en 2012.

##### Grupo A
| Equipo            | Pts | PJ | PG | PE | PP | GF | GC | Dif |
| ----------------- | --- | -- | -- | -- | -- | -- | -- | --- |
| Bahamas           | 6   | 2  | 2  | 0  | 0  | 12 | 0  | 12  |
| Bermudas          | 3   | 2  | 1  | 0  | 1  | 5  | 2  | 3   |
| Antigua y Barbuda | 0   | 2  | 0  | 0  | 2  | 0  | 15 | -15 |

| Fecha                | Lugar           |                   |  | Resultado |  |                   |
| -------------------- | --------------- | ----------------- |  | --- |  | ----------------- |
| 14 de agosto de 2011 | Bahamas, Nassau | Bahamas           |  | 10:0 (6:0) (enlace roto disponible en Internet Archive; véase el historial, la primera versión y la última). |  | Antigua y Barbuda |
| 16 de agosto de 2011 | Bahamas, Nassau | Antigua y Barbuda |  | 0:5 (0:0) (enlace roto disponible en Internet Archive; véase el historial, la primera versión y la última).  |  | Bermudas          |
| 18 de agosto de 2011 | Bahamas, Nassau | Bahamas           |  | 2:0 (0:0) (enlace roto disponible en Internet Archive; véase el historial, la primera versión y la última).  |  | Bermudas          |

##### Grupo B
| Equipo                 | Pts | PJ | PG | PE | PP | GF | GC | Dif |
| ---------------------- | --- | -- | -- | -- | -- | -- | -- | --- |
| Trinidad y Tobago      | 12  | 4  | 4  | 0  | 0  | 46 | 0  | 46  |
| Dominica               | 6   | 4  | 2  | 0  | 2  | 7  | 18 | -11 |
| San Cristóbal y Nieves | 0   | 4  | 0  | 0  | 4  | 0  | 35 | -35 |

| Fecha                    | Lugar                              |                        |  | Resultado |  |                        |
| ------------------------ | ---------------------------------- | ---------------------- |  | --- |  | ---------------------- |
| 14 de septiembre de 2011 | Arima (Trinidad y Tobago)          | Trinidad y Tobago      |  | 13:0 (6:0) (enlace roto disponible en Internet Archive; véase el historial, la primera versión y la última).  |  | Dominica               |
| 18 de septiembre de 2011 | Roseau, Dominica                   | Dominica               |  | 0:5 (0:4) (enlace roto disponible en Internet Archive; véase el historial, la primera versión y la última).   |  | Trinidad y Tobago      |
| 25 de septiembre de 2011 | Roseau, Dominica                   | Dominica               |  | 5:0 (4:0) (enlace roto disponible en Internet Archive; véase el historial, la primera versión y la última).   |  | San Cristóbal y Nieves |
| 14 de septiembre de 2011 | Basseterre, San Cristóbal y Nieves | San Cristóbal y Nieves |  | 0:2 (0:1) (enlace roto disponible en Internet Archive; véase el historial, la primera versión y la última).   |  | Dominica               |
| 2 de octubre de 2011     | Basseterre, San Cristóbal y Nieves | San Cristóbal y Nieves |  | 0:11 (0:5) (enlace roto disponible en Internet Archive; véase el historial, la primera versión y la última).  |  | Trinidad y Tobago      |
| 5 de octubre de 2011     | Basseterre, San Cristóbal y Nieves | Trinidad y Tobago      |  | 17:0 (10:0) (enlace roto disponible en Internet Archive; véase el historial, la primera versión y la última). |  | San Cristóbal y Nieves |

##### Grupo C
| Equipo  | Pts | PJ | PG | PE | PP | GF | GC | Dif |
| ------- | --- | -- | -- | -- | -- | -- | -- | --- |
| Guyana  | 4   | 2  | 1  | 1  | 0  | 3  | 1  | 2   |
| Anguila | 3   | 2  | 1  | 0  | 1  | 2  | 3  | -1  |
| Curazao | 1   | 2  | 0  | 1  | 1  | 2  | 3  | -1  |

| Fecha                | Lugar               |         |  | Resultado                                                                                                   |  |         |
| -------------------- | ------------------- | ------- |  | --- |  | ------- |
| 17 de agosto de 2011 | Georgetown, Guayana | Guyana  |  | 1:1 (0:1) (enlace roto disponible en Internet Archive; véase el historial, la primera versión y la última). |  | Curazao |
| 17 de agosto de 2011 | Georgetown, Guayana | Curazao |  | 1:2 (0:0) (enlace roto disponible en Internet Archive; véase el historial, la primera versión y la última). |  | Anguila |
| 21 de agosto de 2011 | Georgetown, Guayana | Guyana  |  | 2:0 (1:0) (enlace roto disponible en Internet Archive; véase el historial, la primera versión y la última). |  | Anguila |

##### Grupo D
| Equipo               | Pts | PJ | PG | PE | PP | GF | GC | Dif |
| -------------------- | --- | -- | -- | -- | -- | -- | -- | --- |
| Jamaica              | 6   | 2  | 2  | 0  | 0  | 12 | 0  | 12  |
| República Dominicana | 3   | 2  | 1  | 0  | 1  | 7  | 3  | 4   |
| Aruba                | 0   | 2  | 0  | 0  | 2  | 0  | 16 | -16 |

| Fecha                | Lugar                               |                      |  | Resultado                                                                                                   |  |         |
| -------------------- | ----------------------------------- | -------------------- |  | --- |  | ------- |
| 25 de agosto de 2011 | San Cristóbal, República Dominicana | Jamaica              |  | 9:0 (4:0) (enlace roto disponible en Internet Archive; véase el historial, la primera versión y la última). |  | Aruba   |
| 26 de agosto de 2011 | San Cristóbal, República Dominicana | República Dominicana |  | 7:0 (3:0) (enlace roto disponible en Internet Archive; véase el historial, la primera versión y la última). |  | Aruba   |
| 28 de agosto de 2011 | San Cristóbal, República Dominicana | República Dominicana |  | 0:3 (0:0) (enlace roto disponible en Internet Archive; véase el historial, la primera versión y la última). |  | Jamaica |

#### Centroamérica
| Fecha                   | Lugar                     |             |  | Resultado                                                                                                   |  |             |
| ----------------------- | ------------------------- | ----------- |  | --- |  | ----------- |
| 23 de noviembre de 2011 | Heredia, Costa Rica       | Costa Rica  |  | 2:0 (1:0) (enlace roto disponible en Internet Archive; véase el historial, la primera versión y la última). |  | El Salvador |
| 26 de noviembre de 2011 | San Salvador, El Salvador | El Salvador |  | 0:0 (0:0) (enlace roto disponible en Internet Archive; véase el historial, la primera versión y la última). |  | Costa Rica  |
|                         | Global                    | Costa Rica  |  | 2:0 |  | El Salvador |
| 23 de noviembre de 2011 | Panamá, Panamá            | Panamá      |  | 6:0 (3:0) (enlace roto disponible en Internet Archive; véase el historial, la primera versión y la última). |  | Nicaragua   |
| 27 de noviembre de 2011 | Managua, Nicaragua        | Nicaragua   |  | 1:2 (0:1) (enlace roto disponible en Internet Archive; véase el historial, la primera versión y la última). |  | Panamá      |
|                         | Global                    | Panamá      |  | 8:1 |  | Nicaragua   |

### Segunda fase

#### Caribe
| Equipo            | Pts | PJ | PG | PE | PP | GF | GC | Dif |
| ----------------- | --- | -- | -- | -- | -- | -- | -- | --- |
| Trinidad y Tobago | 9   | 3  | 3  | 0  | 0  | 12 | 0  | 12  |
| Jamaica           | 6   | 3  | 2  | 0  | 1  | 7  | 1  | 6   |
| Bahamas           | 3   | 3  | 1  | 0  | 2  | 1  | 5  | -4  |
| Guyana            | 0   | 3  | 0  | 0  | 3  | 0  | 14 | -14 |

| Fecha                   | Lugar             |                   |  | Resultado                                                                                                   |  |                   |
| ----------------------- | ----------------- | ----------------- |  | --- |  | ----------------- |
| 29 de noviembre de 2011 | Kingston, Jamaica | Guyana            |  | 0:8 (0:4) (enlace roto disponible en Internet Archive; véase el historial, la primera versión y la última). |  | Trinidad y Tobago |
| 29 de noviembre de 2011 | Kingston, Jamaica | Jamaica           |  | 2:0 (1:0) (enlace roto disponible en Internet Archive; véase el historial, la primera versión y la última). |  | Bahamas           |
| 1 de diciembre de 2011  | Kingston, Jamaica | Trinidad y Tobago |  | 3:0 (2:0) (enlace roto disponible en Internet Archive; véase el historial, la primera versión y la última). |  | Bahamas           |
| 1 de diciembre de 2011  | Kingston, Jamaica | Jamaica           |  | 5:0 (2:0) (enlace roto disponible en Internet Archive; véase el historial, la primera versión y la última). |  | Guyana            |
| 3 de diciembre de 2011  | Kingston, Jamaica | Bahamas           |  | 1:0 (1:0) (enlace roto disponible en Internet Archive; véase el historial, la primera versión y la última). |  | Guyana            |
| 3 de diciembre de 2011  | Kingston, Jamaica | Jamaica           |  | 0:1 (0:0) (enlace roto disponible en Internet Archive; véase el historial, la primera versión y la última). |  | Trinidad y Tobago |

#### Centroamérica
| Fecha                   | Lugar                                |            |  | Resultado                                                                                                   |  |            |
| ----------------------- | ------------------------------------ | ---------- |  | --- |  | ---------- |
| 7 de diciembre de 2011  | Ciudad de David, Panamá              | Panamá     |  | 1:0 (0:0) (enlace roto disponible en Internet Archive; véase el historial, la primera versión y la última). |  | Costa Rica |
| 10 de diciembre de 2011 | San Isidro de El General, Costa Rica | Costa Rica |  | 1:2 (1:1) (enlace roto disponible en Internet Archive; véase el historial, la primera versión y la última). |  | Panamá     |
|                         | Global                               | Panamá     |  | 3:1 |  | Costa Rica |

## Fase final
En la última ronda de la Concacaf competirán los ocho equipos clasificados anteriormente quienes ocupen los primeros dos lugares de cada cuadrangular clasificarán a Azerbaiyán 2012

### Equipos participantes
| CFU - Bahamas - Jamaica - Trinidad y Tobago |  | UNCAF - Guatemala - Panamá |  | Clasificados automáticamente - Canadá - Estados Unidos - México |

### Sede
| Ciudad de Guatemala, Guatemala |
| Estadio Cementos Progreso      |
| Capacidad: 17,000              |
| ------------------------------ |

#### Grupo A
| Equipo    | Pts | PJ | PG | PE | PP | GF | GC | Dif |
| --------- | --- | -- | -- | -- | -- | -- | -- | --- |
| Canadá    | 9   | 3  | 3  | 0  | 0  | 16 | 1  | 15  |
| Panamá    | 4   | 3  | 1  | 1  | 1  | 8  | 8  | 0   |
| Jamaica   | 4   | 3  | 1  | 1  | 1  | 4  | 5  | -1  |
| Guatemala | 0   | 3  | 0  | 0  | 3  | 2  | 16 | -14 |

| 2 de mayo de 2012, 14:00 | Canadá                                                                                         | 6:0 (5:0) | Panamá | Estadio Cementos Progreso, Ciudad de Guatemala, Guatemala            |                                                                      |
|                          | Nichelle Prince 6' · Jasmin Dhanda 11' · Summer Clarke 22', 40', 42' · Amanda Pierre-Louis 51' | Reporte   |        | Asistencia: 390 espectadores Árbitro(s): Quetzalli Alvarado (México) | Asistencia: 390 espectadores Árbitro(s): Quetzalli Alvarado (México) |

| 2 de mayo de 2012, 16:30 | Guatemala | 0:3 (0:2) | Jamaica                                | Estadio Cementos Progreso, Ciudad de Guatemala, Guatemala                 |                                                                           |
|                          |           | Reporte   | Kayla Gray 13', 42' · Khadija Shaw 65' | Asistencia: 390 espectadores Árbitro(s): Yesli Sarai Rivas, (El Salvador) | Asistencia: 390 espectadores Árbitro(s): Yesli Sarai Rivas, (El Salvador) |

| 4 de mayo de 2012, 14:00 | Jamaica | 0:4 (0:2) | Canadá                                                                                     | Estadio Cementos Progreso, Ciudad de Guatemala, Guatemala          |                                                                    |
|                          |         | Reporte   | Valerie Sanderson 18' · Elissa Morgan Neff 21' · Summer Clarke 55' · Nichelle Prince 90+3' | Asistencia: 1,100 espectadores Árbitro(s): Lucila Venegas (México) | Asistencia: 1,100 espectadores Árbitro(s): Lucila Venegas (México) |

| 4 de mayo de 2012, 16:30 | Guatemala                | 1:7 (1:3) | Panamá | Estadio Cementos Progreso, Ciudad de Guatemala, Guatemala                 |                                                                           |
|                          | Paula Ibarguen Ponce 29' | Reporte   | Karla Paola Riley 4', 36' · Laurie Rachel Batista 34', 73' · Yassiel Ibelice Franco 49' · Marta Cox 61', 90+2' | Asistencia: 1,100 espectadores Árbitro(s): Dianne Ferreira-James (Guyana) | Asistencia: 1,100 espectadores Árbitro(s): Dianne Ferreira-James (Guyana) |

| 6 de mayo de 2012, 14:00 | Panamá               | 1:1 (0:1) | Jamaica            | Estadio Cementos Progreso, Ciudad de Guatemala, Guatemala            |                                                                      |
|                          | Marta Cox 72' (pen.) | Reporte   | Shantel Bailey 32' | Asistencia: 475 espectadores Árbitro(s): Quetzalli Alvarado (México) | Asistencia: 475 espectadores Árbitro(s): Quetzalli Alvarado (México) |

| 6 de mayo de 2012, 16:30 | Guatemala          | 1:6 (1:2) | Canadá                                                                       | Estadio Cementos Progreso, Ciudad de Guatemala, Guatemala        |                                                                  |
|                          | Vivian Herrera 28' | Reporte   | Jasmin Dhanda 23' · Summer Clarke 31', 64' · Valerie Sanderson 77', 81', 92' | Asistencia: 475 espectadores Árbitro(s): Annia Navarrete, (Cuba) | Asistencia: 475 espectadores Árbitro(s): Annia Navarrete, (Cuba) |

#### Grupo B
| Equipo            | Pts | PJ | PG | PE | PP | GF | GC | Dif |
| ----------------- | --- | -- | -- | -- | -- | -- | -- | --- |
| Estados Unidos    | 9   | 3  | 3  | 0  | 0  | 18 | 0  | 18  |
| México            | 6   | 3  | 2  | 0  | 1  | 8  | 3  | 5   |
| Trinidad y Tobago | 1   | 3  | 0  | 1  | 2  | 0  | 7  | -7  |
| Bahamas           | 1   | 3  | 0  | 1  | 2  | 0  | 16 | -16 |

| 3 de mayo de 2012, 14:00 | Bahamas | 0:10 (0:5) | Estados Unidos                                                                                         | Estadio Cementos Progreso, Ciudad de Guatemala, Guatemala           |                                                                     |
|                          |         | Reporte    | Margaret Purce 1', 75', 84' · Summer Green 6', 40', 41', 44', 60' · Andi Sullivan 55' · Toni Payne 77' | Asistencia: 61 espectadores Árbitro(s): Cardella Samuels, (Jamaica) | Asistencia: 61 espectadores Árbitro(s): Cardella Samuels, (Jamaica) |

| 3 de mayo de 2012, 17:30 | México                                | 2:0 (2:0) | Trinidad y Tobago | Estadio Cementos Progreso, Ciudad de Guatemala, Guatemala       |                                                                 |
|                          | Hallie Hernández 32' · Luz Duarte 40' | Reporte   |                   | Asistencia: 61 espectadores Árbitro(s): Irazema Aguilar, (Cuba) | Asistencia: 61 espectadores Árbitro(s): Irazema Aguilar, (Cuba) |

| 5 de mayo de 2012, 14:00 | Estados Unidos                                                                                     | 5:0 (1:0) | Trinidad y Tobago | Estadio Cementos Progreso, Ciudad de Guatemala, Guatemala              |                                                                        |
|                          | Emily Bruder 20' · Andi Sullivan 65' · Sarah Robinson 67' · Summer Green 86' · Joanna Boyles 90+3' | Reporte   |                   | Asistencia: 128 espectadores Árbitro(s): Alicia Villatoro, (Guatemala) | Asistencia: 128 espectadores Árbitro(s): Alicia Villatoro, (Guatemala) |

| 5 de mayo de 2012, 17:30 | México                                                                                            | 6:0 (5:0) | Bahamas | Estadio Cementos Progreso, Ciudad de Guatemala, Guatemala               |                                                                         |
|                          | Mariana Cadena 6', 43' · Jessica Morales 8', 13' · Vivian Vega 26' · Cynthia Elizabeth Pineda 79' | Reporte   |         | Asistencia: 128 espectadores Árbitro(s): Gillian Martindale, (Barbados) | Asistencia: 128 espectadores Árbitro(s): Gillian Martindale, (Barbados) |

| 7 de mayo de 2012, 14:00 | Trinidad y Tobago | 0:0     | Bahamas | Estadio Cementos Progreso, Ciudad de Guatemala, Guatemala            |                                                                      |
|                          |                   | Reporte |         | Asistencia: 184 espectadores Árbitro(s): Cardella Samuels, (Jamaica) | Asistencia: 184 espectadores Árbitro(s): Cardella Samuels, (Jamaica) |

| 3 de mayo de 2012, 17:30 | Estados Unidos                    | 3:0 (3:0) | México | Estadio Cementos Progreso, Ciudad de Guatemala, Guatemala       |                                                                 |
|                          | Summer Green 16' (pen.), 32', 36' | Reporte   |        | Asistencia: 184 espectadores Árbitro(s): Michelle Pye (Jamaica) | Asistencia: 184 espectadores Árbitro(s): Michelle Pye (Jamaica) |

### Fase Final
|  | Semifinales        | Semifinales        |   |        | Final              | Final              |  |
|  | 10 de mayo de 2012 | 10 de mayo de 2012 |   |        | 12 de mayo de 2012 | 12 de mayo de 2012 |  |
|  |                    |                    |   |        |                    |                    |  |
|  |                    |                    |   |        |                    |                    |  |
|  | Estados Unidos     | 7                  |   |        |                    |                    |  |
|  | Panamá             | 0                  |   |        |                    |                    |  |
|  |                    |                    |   |        |                    |                    |  |
|  |                    |                    |   |        |                    |                    |  |
|  |                    |                    |   |        | Estados Unidos     | 1                  |  |
|  |                    | Canadá             | 0 |        |                    |                    |  |
|  |                    |                    |   |        |                    |                    |  |
|  |                    |                    |   |        |                    |                    |  |
|  |                    |                    |   |        | Tercer lugar       |                    |  |
|  |                    |                    |   |        |                    |                    |  |
|  | Canadá             | 1                  |   | Panamá | 0                  |                    |  |
|  | México             | 0                  |   |        | México             | 6                  |  |

#### Semifinales
| 10 de mayo de 2012, 15:30 | Estados Unidos                                                                                            | 7:0 (3:0) | Panamá | Estadio Cementos Progreso, Ciudad de Guatemala, Guatemala |  |
|                           | Toni Payne 9' · Summer Green 44', 45+1', 53' · Morgan Andrews 50' · Darian Jenkins 66' · Emily Bruder 77' | Reporte   |        |                                                           |  |

| 10 de mayo de 2012, 18:30 | Canadá                | 1:0 (1:0) | México | Estadio Cementos Progreso, Ciudad de Guatemala, Guatemala |                                            |
|                           | Valerie Sanderson 13' | Reporte   |        | Árbitro(s): Dianne Ferreira-James (Guyana)                | Árbitro(s): Dianne Ferreira-James (Guyana) |

#### Tercer Lugar
| 12 de mayo de 2012, 15:30 | Panamá | 0:6 (0:1) | México                                                                     | Estadio Cementos Progreso, Ciudad de Guatemala, Guatemala          |                                                                    |
|                           |        | Reporte   | Jessica Morales 13' · Luz Duarte 50', 54', 72', 85' · Hallie Hernández 65' | Asistencia: 1,768 espectadores Árbitro(s): Irasema Aguilera,(Cuba) | Asistencia: 1,768 espectadores Árbitro(s): Irasema Aguilera,(Cuba) |

#### Final
| 12 de mayo de 2012, 18:30 | Estados Unidos     | 1:0 (1:0) | Canadá | Estadio Cementos Progreso, Ciudad de Guatemala, Guatemala                |                                                                          |
|                           | Amber Munerlyn 20' | Reporte   |        | Asistencia: 1,768 espectadores Árbitro(s): Alicia Villatoro, (Guatemala) | Asistencia: 1,768 espectadores Árbitro(s): Alicia Villatoro, (Guatemala) |

|                                   |
| Bandera de Estados Unidos         |
| Campeón Estados Unidos 2.º título |

## Clasificados aAzerbaiyán 2012
| Bandera de Canadá | Bandera de Estados Unidos | Bandera de México |
| Canadá            | Estados Unidos            | México            |